# Чапурин, Игорь Вячеславович
Игорь Вячеславович Чапурин (21 марта 1968, Великие Луки) — российский модельер, основатель модного бренда своего имени. Заслуженный художник Российской Федерации (2019).

## Биография
Согласно интервью модельера, его дед был «одним из крупнейших специалистов по переработке льна», родители работали на трикотажной фабрике, «где присутствовали все циклы: они сами создавали ткани, сами красили, потом делали эскизы, вещи». Мать была председателем совета директоров фабрики, хотя «по сути своей была совсем не карьеристка, а просто очень любила своё дело».
Служил в армии в войсках связи. В 1991 году поступил в Витебский технологический институт, который окончил по специальности «конструктор женской одежды». 
Через год после окончания вуза принял участие в парижском конкурсе молодых модельеров под эгидой дома моды Nina Ricci. Чапурин представлял Россию и вошёл в десятку призёров. После стажировки в Париже был приглашён работать в итальянский дом моды Max Mara, однако от этого предложения отказался.
В 1995 году представил свою первую авторскую коллекцию «высокой моды» в Москве, в гостинице «Метрополь».
Работал над костюмами участниц конкурса красоты «Мисс Россия-95». Впоследствии создавал наряды для российских участниц таких конкурсов красоты, как «Мисс мира», «Мисс Вселенная», «Мисс Европа», «Мисс Интернешнл», «Мисс Евразия и Океания». 
В 1996 году разрабатывал стили одежды для ведущего телепрограммы «МузОбоз» Ивана Демидова, ведущей телешоу «Пальчики оближешь» Татьяны Лазаревой и для актрисы Аллы Демидовой.
В 1997 году становится кандидатом в члены Ассоциации высокой моды России.
В 1998 году его коллекция Chapurin-99 получает награду этой ассоциации «Золотой манекен». В том же году Чапурин представляет российскую моду на «Европейском балу» в Париже.
В 1999 году открывает в Москве свой первый бутик Chapurin Couture, в том же году удостаивается музыкальной премии «Овация».
В 2003 году получает свой второй «Золотой манекен» от Ассоциации высокой моды России.
В 2010 году стал дизайнером одежды для выступления Петра Налича на конкурсе «Евровидение-2010».
С начала 2000-х годов также работал над гардеробами первых леди России — Людмилы Путиной и Светланы Медведевой. 

## Работы в театре
- 2005 — «Предзнаменования», балет Леонида Мясина в постановке Лорки Мясина, Большой театр.
- 2021 — «Ромео и Джульетта», балет в постановке Максима Севагина и Константина Богомолова, МАМТ.

## Признание
- Заслуженный художник Российской Федерации (13 июня 2019 года) — за большой вклад в развитие отечественной культуры и искусства, многолетнюю плодотворную деятельность[10].
- Премия «Стиль-98» журнала «Харперс Базар».
- Национальная российская премия «Овация-1999»[1].
- Дважды удостоен премии «Золотой манекен» (в 1999 и 2003 году)[11].